# Liste der Sieger bei PDC-Turnieren 2017
Die Liste der Sieger bei PDC-Turnieren 2017 listet zuerst alle Sieger bei den Major-Turnieren der Professional Darts Corporation auf. Im Weiteren werden die weiteren Turniersieger aufgelistet und Statistiken aufgezeigt.
←2016 2018→

## Turniersieger

### Major-Turniere
| Turnier                     | Sieger                                     | Finalist                    | Ergebnis | Format  |
| --------------------------- | ------------------------------------------ | --------------------------- | -------- | ------- |
| Weltmeisterschaft           | Michael van Gerwen                         | Gary Anderson               | 7:3      | Sätze   |
| The Masters                 | Michael van Gerwen                         | Gary Anderson               | 11:7     | Legs    |
| UK Open                     | Peter Wright                               | Gerwyn Price                | 11:6     | Legs    |
| Premier League              | Michael van Gerwen                         | Peter Wright                | 11:10    | Legs    |
| World Cup                   | Michael van Gerwen & Raymond van Barneveld | Gerwyn Price & Mark Webster | 3:1      | Matches |
| World Matchplay             | Phil Taylor                                | Peter Wright                | 18:8     | Legs    |
| Champions League            | Mensur Suljović                            | Gary Anderson               | 11:9     | Legs    |
| World Grand Prix            | Daryl Gurney                               | Simon Whitlock              | 5:4      | Sätze   |
| World Series Finals         | Michael van Gerwen                         | Gary Anderson               | 11:6     | Legs    |
| European Championship       | Michael van Gerwen                         | Rob Cross                   | 11:7     | Legs    |
| Grand Slam                  | Michael van Gerwen                         | Peter Wright                | 16:12    | Legs    |
| Players Championship Finals | Michael van Gerwen                         | Jonny Clayton               | 11:2     | Legs    |

### World Series
Alle Ergebnisse wurden im Legmodus ausgespielt.
| Turnier           | Sieger             | Finalist              | Ergebnis |
| ----------------- | ------------------ | --------------------- | -------- |
| US Masters        | Michael van Gerwen | Daryl Gurney          | 8:6      |
| Dubai Masters     | Gary Anderson      | Michael van Gerwen    | 11:7     |
| Shanghai Masters  | Michael van Gerwen | Dave Chisnall         | 8:0      |
| German Masters    | Peter Wright       | Phil Taylor           | 11:4     |
| Auckland Masters  | Kyle Anderson      | Corey Cadby           | 11:10    |
| Melbourne Masters | Phil Taylor        | Peter Wright          | 11:8     |
| Perth Masters     | Gary Anderson      | Raymond van Barneveld | 11:7     |

### European Tour
Alle Ergebnisse wurden im Legmodus ausgespielt.
| Turnier             | Sieger             | Finalist           | Ergebnis |
| ------------------- | ------------------ | ------------------ | -------- |
| German Championship | Peter Wright       | Michael van Gerwen | 6:3      |
| German Masters      | Michael van Gerwen | Jelle Klaasen      | 6:2      |
| German Open         | Peter Wright       | Benito van de Pas  | 6:5      |
| European Grand Prix | Peter Wright       | Michael van Gerwen | 6:0      |
| Gibraltar Trophy    | Michael Smith      | Mensur Suljović    | 6:4      |
| European Matchplay  | Michael van Gerwen | Mensur Suljović    | 6:3      |
| Austrian Open       | Michael van Gerwen | Michael Smith      | 6:5      |
| European Open       | Peter Wright       | Mervyn King        | 6:2      |
| Dutch Masters       | Michael van Gerwen | Steve Beaton       | 6:1      |
| German Grand Prix   | Michael van Gerwen | Rob Cross          | 6:3      |
| International Open  | Peter Wright       | Kim Huybrechts     | 6:5      |
| European Trophy     | Michael van Gerwen | Rob Cross          | 6:4      |

### Players Championships
Alle Ergebnisse wurden im Legmodus ausgespielt.
| Turnier                 | Sieger             | Finalist          | Ergebnis |
| ----------------------- | ------------------ | ----------------- | -------- |
| Players Championship 1  | Alan Norris        | Peter Jacques     | 6:1      |
| Players Championship 2  | Gary Anderson      | Peter Wright      | 6:1      |
| Players Championship 3  | Rob Cross          | Mervyn King       | 6:5      |
| Players Championship 4  | Simon Whitlock     | Darren Johnson    | 6:3      |
| Players Championship 5  | Adrian Lewis       | Dave Chisnall     | 6:3      |
| Players Championship 6  | Michael van Gerwen | Peter Wright      | 6:1      |
| Players Championship 7  | Daryl Gurney       | Kim Huybrechts    | 6:3      |
| Players Championship 8  | Joe Cullen         | Daryl Gurney      | 6:5      |
| Players Championship 9  | Michael van Gerwen | Robert Thornton   | 6:2      |
| Players Championship 10 | Gary Anderson      | Peter Wright      | 6:5      |
| Players Championship 11 | Peter Wright       | Daryl Gurney      | 6:3      |
| Players Championship 12 | Rob Cross          | Ian White         | 6:5      |
| Players Championship 13 | Steve Beaton       | Gary Anderson     | 6:3      |
| Players Championship 14 | Gary Anderson      | Ian White         | 6:1      |
| Players Championship 15 | Darren Webster     | Daryl Gurney      | 6:1      |
| Players Championship 16 | Joe Cullen         | Zoran Lerchbacher | 6:4      |
| Players Championship 17 | Kyle Anderson      | Kevin Painter     | 6:2      |
| Players Championship 18 | Dave Chisnall      | Richard North     | 6:5      |
| Players Championship 19 | Rob Cross          | Peter Wright      | 6:2      |
| Players Championship 20 | Mensur Suljović    | Stephen Bunting   | 6:4      |
| Players Championship 21 | Rob Cross          | Adrian Lewis      | 6:3      |
| Players Championship 22 | Jonny Clayton      | James Wilson      | 6:1      |

### UK Open Qualifiers
Bei den UK Open Qualifiern wurde ausgespielt, wer sich für die UK Open qualifiziert.
Alle Ergebnisse wurden im Legmodus ausgespielt.
| Turnier             | Sieger         | Finalist           | Ergebnis |
| ------------------- | -------------- | ------------------ | -------- |
| UK Open Qualifier 1 | Peter Wright   | Adrian Lewis       | 6:4      |
| UK Open Qualifier 2 | Simon Whitlock | Gary Anderson      | 6:4      |
| UK Open Qualifier 3 | Peter Wright   | Michael Smith      | 6:5      |
| UK Open Qualifier 4 | Gary Anderson  | Michael van Gerwen | 6:3      |
| UK Open Qualifier 5 | Simon Whitlock | Ronny Huybrechts   | 6:3      |
| UK Open Qualifier 6 | Peter Wright   | James Wade         | 6:3      |

### Challenge Tour
An der Challenge Tour dürfen alle Spieler teilnehmen, die an der PDC Qualifying School teilgenommen haben, aber keine Tour Card gewinnen konnten.
Alle Ergebnisse wurden im Legmodus ausgespielt.
| Turnier           | Sieger           | Finalist         | Ergebnis |
| ----------------- | ---------------- | ---------------- | -------- |
| Challenge Tour 1  | Aaron Dyer       | Mark Frost       | 5:1      |
| Challenge Tour 2  | Paul Milford     | Martin Lukeman   | 5:0      |
| Challenge Tour 3  | Lee Evans        | Kevin Dowling    | 5:4      |
| Challenge Tour 4  | Aaron Dyer       | Mark Wilson      | 5:2      |
| Challenge Tour 5  | Ryan Harrington  | Mark Frost       | 5:2      |
| Challenge Tour 6  | Wayne Jones      | Jason Wilson     | 5:1      |
| Challenge Tour 7  | Mark Dudbridge   | Alan Tabern      | 5:1      |
| Challenge Tour 8  | Wayne Jones      | Jay Foreman      | 5:2      |
| Challenge Tour 9  | Nathan Aspinall  | Radek Szagański  | 5:1      |
| Challenge Tour 10 | Robert Rickwood  | Jason Wilson     | 5:3      |
| Challenge Tour 11 | Peter Jacques    | Wayne Jones      | 5:4      |
| Challenge Tour 12 | Luke Humphries   | Andy Smith       | 5:4      |
| Challenge Tour 13 | Warrick Scheffer | Mark Dudbridge   | 5:3      |
| Challenge Tour 14 | Kevin McDine     | Luke Humphries   | 5:4      |
| Challenge Tour 15 | Mark Dudbridge   | Kevin Edwards    | 5:4      |
| Challenge Tour 16 | Matthew Edgar    | Barrie Bates     | 5:2      |
| Challenge Tour 17 | Peter Jacques    | Wayne Jones      | 5:2      |
| Challenge Tour 18 | Nick Fullwell    | Kevin Edwards    | 5:4      |
| Challenge Tour 19 | Wayne Jones      | Stuart Kellett   | 5:3      |
| Challenge Tour 20 | Alan Tabern      | Adam Smith-Neale | 5:3      |

### Development Tour
Auf der Development Tour dürfen Spieler zwischen 16 und 23 Jahren teilnehmen.
Alle Ergebnisse wurden im Legmodus ausgespielt.
| Turnier             | Sieger                | Finalist              | Ergebnis |
| ------------------- | --------------------- | --------------------- | -------- |
| Development Tour 1  | Luke Humphries        | Dawson Murschell      | 5:1      |
| Development Tour 2  | Dimitri Van den Bergh | Kenny Neyens          | 5:2      |
| Development Tour 3  | Ryan Meikle           | Harry Ward            | 5:1      |
| Development Tour 4  | Luke Humphries        | Kenny Neyens          | 5:2      |
| Development Tour 5  | Kenny Neyens          | Adam Hunt             | 5:4      |
| Development Tour 6  | Dimitri Van den Bergh | Adam Hunt             | 5:2      |
| Development Tour 7  | Adam Hunt             | Stephen Rosney        | 5:3      |
| Development Tour 8  | Steve Lennon          | Ted Evetts            | 5:3      |
| Development Tour 9  | Luke Humphries        | Dimitri Van den Bergh | 5:1      |
| Development Tour 10 | Mike van Duivenbode   | Adam Hunt             | 5:0      |
| Development Tour 11 | Jeffrey de Zwaan      | Adam Smith-Neale      | 5:2      |
| Development Tour 12 | Rusty-Jake Rodriguez  | Harry Ward            | 5:1      |
| Development Tour 13 | Dimitri Van den Bergh | Rhys Griffin          | 5:4      |
| Development Tour 14 | Mike van Duivenbode   | Dimitri Van den Bergh | 5:3      |
| Development Tour 15 | Martin Schindler      | Justin van Tergouw    | 5:2      |
| Development Tour 16 | Luke Humphries        | Ryan Meikle           | 5:1      |
| Development Tour 17 | Mike De Decker        | Kurt Parry            | 5:3      |
| Development Tour 18 | Ted Evetts            | Rowby-John Rodriguez  | 5:2      |
| Development Tour 19 | Rowby-John Rodriguez  | Luke Humphries        | 5:4      |
| Development Tour 20 | Luke Humphries        | Jake Jones            | 5:3      |

### Qualifikationen zur Weltmeisterschaft
Um die Internationalität des Wettbewerbs und Spieler aus Länder mit weniger Dartskultur und Frauen zu fördern, werden diversen Qualifikationsturniere für die World Darts Championship ausgetragen.
Alle Ergebnisse wurden im Legmodus ausgespielt.
| Turnier                                | Sieger                 | Zweitplatzierter | Drittplatzierter |
| -------------------------------------- | ---------------------- | ---------------- | ---------------- |
| Nordamerikanische Meisterschaft        | Willard Bruguier       |                  |                  |
| Australische Tour                      | Gordon Mathers         |                  |                  |
| Japanischer Qualifier                  | Seigo Asada            |                  |                  |
| Nordische- & Baltische Tour            | Kim Viljanen           | Marko Kantele    |                  |
| Chinesischer Qualifier                 | Zong Xiaochen          |                  |                  |
| Kanadische Tour                        | Jeff Smith             |                  |                  |
| Nord- und Ostasiatischer Qualifier     | Kai Fan Leung          |                  |                  |
| Süd- und Westasiatischer Qualifier     | Paul Lim               |                  |                  |
| Eurasischer Qualifier                  | Alexander Oreschkin    |                  |                  |
| Zentral- & Südamerikanischer Qualifier | Diogo Portela          |                  |                  |
| Neuseeländischer Qualifier             | Cody Harris            |                  |                  |
| Ozeanische Meisterschaft               | Bernie Smith           |                  |                  |
| PDC Europe Super League                | Kevin Münch            |                  |                  |
| Tom Kirby Memorial Irish Matchplay     | William O’Connor       |                  |                  |
| Südeuropäischer Qualifier              | Toni Alcinas           |                  |                  |
| Osteuropäischer Qualifier              | Alan Ljubić            |                  |                  |
| Zentraleuropäischer Qualifier          | Kenny Neyens           |                  |                  |
| PDC-Jugendweltmeisterschaft            | Dimitri Van den Bergh* |                  |                  |
| Tour Card Holder Qualifier             | Ted Evetts             | Brendan Dolan    | Jamie Lewis      |

 Devon Petersen und  Krzysztof Ratajski erhielten einen Startplatz ohne sich in einem Qualifikationsturnier durchzusetzen, da sie die jeweils die höchstplatzierten Spieler Afrikas und Osteuropas in der PDC Order of Merit waren.
* Dimitri Van den Bergh hatte sich bereits über die Pro Tour Order of Merit qualifiziert. Ein weiterer Startplatz ging damit an den Tour Card Holder Qualifier.

## Statistiken

### Sieger und Finalisten nach Nationalität
Die Qualifikationsturniere zur Weltmeisterschaft sind hier nicht eingerechnet. Die Anzahl der Finale stehen in Klammern.
| Turnierart           | AUS   | BEL   | GER   | ENG     | IRL   | CAN   | NED    | NIR   | AUT   | POL   | SCO   | RSA   | WAL   |
| -------------------- | ----- | ----- | ----- | ------- | ----- | ----- | ------ | ----- | ----- | ----- | ----- | ----- | ----- |
| Majorturnier         | 0 (1) | 0     | 0     | 1 (2)   | 0     | 0     | 8 (8)  | 1 (1) | 1 (1) | 0     | 1 (8) | 0     | 0 (3) |
| World Series         | 1 (2) | 0     | 0     | 1 (3)   | 0     | 0     | 2 (4)  | 0 (1) | 0     | 0     | 3 (4) | 0     | 0     |
| European Tour        | 0     | 0 (1) | 0     | 1 (6)   | 0     | 0     | 6 (10) | 0     | 0 (2) | 0     | 5 (5) | 0     | 0     |
| Players Championship | 2 (2) | 0 (1) | 0     | 11 (22) | 0     | 0     | 2 (2)  | 1 (4) | 0     | 0     | 4 (9) | 0     | 1 (1) |
| UK Open Qualifiers   | 2 (2) | 0 (1) | 0     | 0 (3)   | 0     | 0     | 0 (1)  | 0     | 0     | 0     | 4 (5) | 0     | 0     |
| Challenge Tour       | 0     | 0     | 0     | 19 (37) | 0     | 0     | 0      | 0     | 0     | 0 (1) | 0     | 1 (1) | 0 (1) |
| Development Tour     | 0     | 5 (9) | 1 (1) | 8 (18)  | 1 (2) | 0 (1) | 3 (4)  | 0     | 2 (3) | 0     | 0     | 0     | 0 (2) |

### Errungenschaften

#### Persönliche Errungenschaften
- Erster Majortitel: Peter Wright, Mensur Suljović, Daryl Gurney
- Erstes Majorfinale: Daryl Gurney, Rob Cross, Jonny Clayton
- Erster World Series-Titel: Peter Wright, Kyle Anderson
- Erstes World Series-Finale: Daryl Gurney, Kyle Anderson, Corey Cadby
- Erstes European Tour-Finale: Rob Cross
- Erster Players Championship/UK Open Qualifier-Titel: Rob Cross, Daryl Gurney, Joe Cullen, Darren Webster, Kyle Anderson, Mensur Suljović, Jonny Clayton
- Erstes Players Championship/UK Open Qualifier-Finale: Peter Jacques, Rob Cross, Darren Johnson, Daryl Gurney, Darren Webster, Zoran Lerchbacher, Kyle Anderson, Richard North, Mensur Suljović, Jonny Clayton

#### Nationale Errungenschaften
- Erster Majorsieger:  Österreich,  Nordirland
- Erster World Series-Sieger:  Australien
- Erster Players Championship-Sieger:  Österreich
- Erster Challenge Tour-Sieger:  Südafrika
- Erster Challenge Tour-Finalist:  Südafrika,  Polen

### Majorturniere
| Spieler               | Siege | Finalniederlagen |
| --------------------- | ----- | ---------------- |
| Michael van Gerwen    | 8     | 0                |
| Peter Wright          | 1     | 3                |
| Raymond van Barneveld | 1     | 0                |
| Daryl Gurney          | 1     | 0                |
| Mensur Suljović       | 1     | 0                |
| Phil Taylor           | 1     | 0                |
| Gary Anderson         | 0     | 4                |
| Gerwyn Price          | 0     | 2                |
| Jonny Clayton         | 0     | 1                |
| Rob Cross             | 0     | 1                |
| Mark Webster          | 0     | 1                |
| Simon Whitlock        | 0     | 1                |

### World Series
| Spieler               | Siege | Finalniederlagen |
| --------------------- | ----- | ---------------- |
| Michael van Gerwen    | 2     | 1                |
| Gary Anderson         | 2     | 0                |
| Phil Taylor           | 1     | 1                |
| Peter Wright          | 1     | 1                |
| Kyle Anderson         | 1     | 0                |
| Raymond van Barneveld | 0     | 1                |
| Corey Cadby           | 0     | 1                |
| Dave Chisnall         | 0     | 1                |
| Daryl Gurney          | 0     | 1                |

### European Tour
| Spieler            | Siege | Finalniederlagen |
| ------------------ | ----- | ---------------- |
| Michael van Gerwen | 6     | 2                |
| Peter Wright       | 5     | 0                |
| Michael Smith      | 1     | 1                |
| Rob Cross          | 0     | 2                |
| Mensur Suljović    | 0     | 2                |
| Steve Beaton       | 0     | 1                |
| Kim Huybrechts     | 0     | 1                |
| Mervyn King        | 0     | 1                |
| Jelle Klaasen      | 0     | 1                |
| Benito van de Pas  | 0     | 1                |

### Players Championship
| Spieler            | Siege | Finalniederlagen |
| ------------------ | ----- | ---------------- |
| Rob Cross          | 4     | 0                |
| Gary Anderson      | 3     | 1                |
| Joe Cullen         | 2     | 0                |
| Michael van Gerwen | 2     | 0                |
| Daryl Gurney       | 1     | 3                |
| Peter Wright       | 1     | 3                |
| Dave Chisnall      | 1     | 1                |
| Adrian Lewis       | 1     | 1                |
| Kyle Anderson      | 1     | 0                |
| Steve Beaton       | 1     | 0                |
| Jonny Clayton      | 1     | 0                |
| Alan Norris        | 1     | 0                |
| Mensur Suljović    | 1     | 0                |
| Darren Webster     | 1     | 0                |
| Simon Whitlock     | 1     | 0                |
| Ian White          | 0     | 2                |
| Stephen Bunting    | 0     | 1                |
| Kim Huybrechts     | 0     | 1                |
| Peter Jacques      | 0     | 1                |
| Darren Johnson     | 0     | 1                |
| Mervyn King        | 0     | 1                |
| Zoran Lerchbacher  | 0     | 1                |
| Richard North      | 0     | 1                |
| Kevin Painter      | 0     | 1                |
| Robert Thornton    | 0     | 1                |
| James Wilson       | 0     | 1                |

### UK Open Qualifiers
| Spieler            | Siege | Finalniederlagen |
| ------------------ | ----- | ---------------- |
| Peter Wright       | 3     | 0                |
| Simon Whitlock     | 2     | 0                |
| Gary Anderson      | 1     | 1                |
| Michael van Gerwen | 0     | 1                |
| Ronny Huybrechts   | 0     | 1                |
| Adrian Lewis       | 0     | 1                |
| Michael Smith      | 0     | 1                |
| James Wade         | 0     | 1                |

### Challenge Tour
| Spieler          | Siege | Finalniederlagen |
| ---------------- | ----- | ---------------- |
| Wayne Jones      | 3     | 2                |
| Aaron Dyer       | 2     | 0                |
| Peter Jacques    | 2     | 0                |
| Mark Dudbridge   | 2     | 1                |
| Luke Humphries   | 1     | 1                |
| Alan Tabern      | 1     | 1                |
| Nathan Aspinall  | 1     | 0                |
| Kevin McDine     | 1     | 0                |
| Matthew Edgar    | 1     | 0                |
| Lee Evans        | 1     | 0                |
| Nick Fullwell    | 1     | 0                |
| Ryan Harrington  | 1     | 0                |
| Paul Milford     | 1     | 0                |
| Robert Rickwood  | 1     | 0                |
| Warrick Scheffer | 1     | 0                |
| Kevin Edwards    | 0     | 2                |
| Mark Frost       | 0     | 2                |
| Jason Wilson     | 0     | 2                |
| Barrie Bates     | 0     | 1                |
| Kevin Dowling    | 0     | 1                |
| Jay Foreman      | 0     | 1                |
| Stuart Kellett   | 0     | 1                |
| Martin Lukeman   | 0     | 1                |
| Andy Smith       | 0     | 1                |
| Adam Smith-Neale | 0     | 1                |
| Radek Szagański  | 0     | 1                |
| Mark Wilson      | 0     | 1                |

### Development Tour
| Spieler               | Siege | Finalniederlagen |
| --------------------- | ----- | ---------------- |
| Luke Humphries        | 5     | 1                |
| Dimitri Van den Bergh | 3     | 2                |
| Mike van Duivenbode   | 2     | 0                |
| Adam Hunt             | 1     | 3                |
| Kenny Neyens          | 1     | 2                |
| Ted Evetts            | 1     | 1                |
| Ryan Meikle           | 1     | 1                |
| Rowby-John Rodriguez  | 1     | 1                |
| Mike De Decker        | 1     | 0                |
| Steve Lennon          | 1     | 0                |
| Rusty-Jake Rodriguez  | 1     | 0                |
| Martin Schindler      | 1     | 0                |
| Jeffrey de Zwaan      | 1     | 0                |
| Harry Ward            | 0     | 2                |
| Rhys Griffin          | 0     | 1                |
| Jake Jones            | 0     | 1                |
| Dawson Murschell      | 0     | 1                |
| Kurt Parry            | 0     | 1                |
| Stephen Rosney        | 0     | 1                |
| Adam Smith-Neale      | 0     | 1                |
| Justin van Tergouw    | 0     | 1                |